# Pinaria de ambitu
La lex Pinaria de ambitu va ser una antiga llei romana que impedia als aspirants a magistratures portar una toga de color blanc (toga candida). Aquesta disposició no es va respectar o es va respectar molt poc temps. Es devia aprovar probablement l'any 432 aC quan eren tribuns amb potestat consular Luci Pinari Mamercí Ruf, Publi Furi Medul·lí Fus i Espuri Postumi Albus Regil·lensis.
Els plebeus, encara que s'havien creat els tribuns militars amb potestat consular que substituïen els cònsols en anys determinats i era una magistratura oberta a candidatures de la seva classe social, no n'havien aconseguit l'accés, i els patricis mantenien el control d'aquesta magistratura. Per posar-hi remei, els tribuns de la plebs de l'any 432 aC van proposar aquesta llei que prohibia als candidats a les eleccions d'afegir un signe distintiu a la seva toga blanca, amb l'esperança de donar una oportunitat a un candidat plebeu enfront de els candidats patricis. El Senat es va oposar a aquesta proposta, provocant la indignació popular. Finalment els tribuns de la plebs van aconseguir que es votés la llei. Titus Livi explica aquesta versió.